# Arue (Polynésie française)
Pour les articles homonymes, voir Arue.
Arue est une commune de la Polynésie française située dans le nord-est de l'île de Tahiti, dans l'archipel des Îles du Vent. L'atoll de Tetiaroa est également rattaché administrativement à la commune. Elle comptait 10 243 habitants en 2017. Située dans la zone urbaine à plus de trois kilomètres de la capitale Papeete, Arue couvre une superficie de 15,60 km2. C'est le lieu de casernement du régiment d'infanterie de marine du Pacifique en Polynésie (RIMaPP) et une zone industrielle (agroalimentaire, bâtiment, second œuvre) et commerciale avec un centre de pêche artisanale, une grande surface Carrefour, un mini-marché de produits locaux et des activités de tourisme.
S'y trouvent la mairie, le bureau de poste, un centre médical, une pharmacie, un dispensaire communal, un centre social, la gendarmerie nationale, des écoles maternelles et primaires, un lycée protestant, un centre des jeunes adolescents, un groupe d'aide psychopédagogique, un collège, une association sportive avec football (https://m.facebook.com/AsArueFootballClub/), rugby et salle de musculation, un club de plongée sous-marine, un yacht club avec un petite marina (https://www.yctahiti.org).

## Géographie

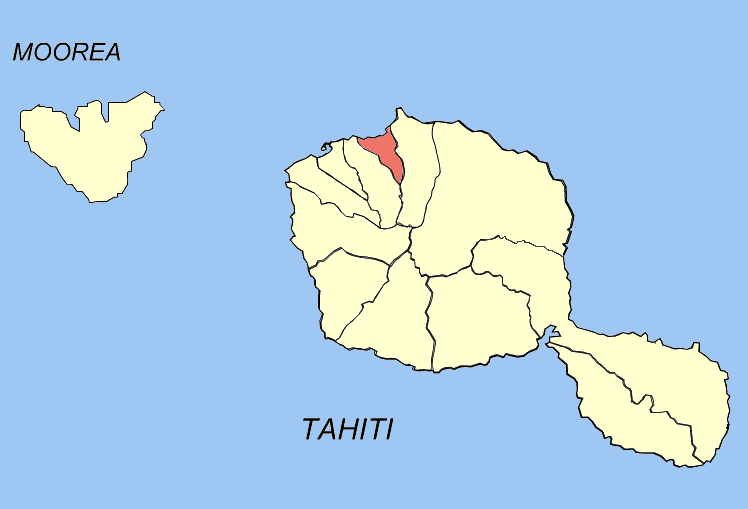
En rouge le territoire communal d'Arue.

La commune se situe dans le nord-est de l'île de Tahiti. Elle est bordée par l'océan Pacifique. Face à une passe, elle a permis les rencontres avec les marins.

## Toponymie
Arue, en tahitien, veut dire louange. « 'Ārue i te ari'i ! », c’est en ces termes que la population avait pris l’habitude de saluer son roi Pomare 1er, lorsqu’elle venait l’honorer dans son domaine de Papaoa, résidence principale de l’ancienne famille royale. C’est ainsi qu'Arue est devenu le nom usuel de ce lieu chargé d’histoire.

## Histoire

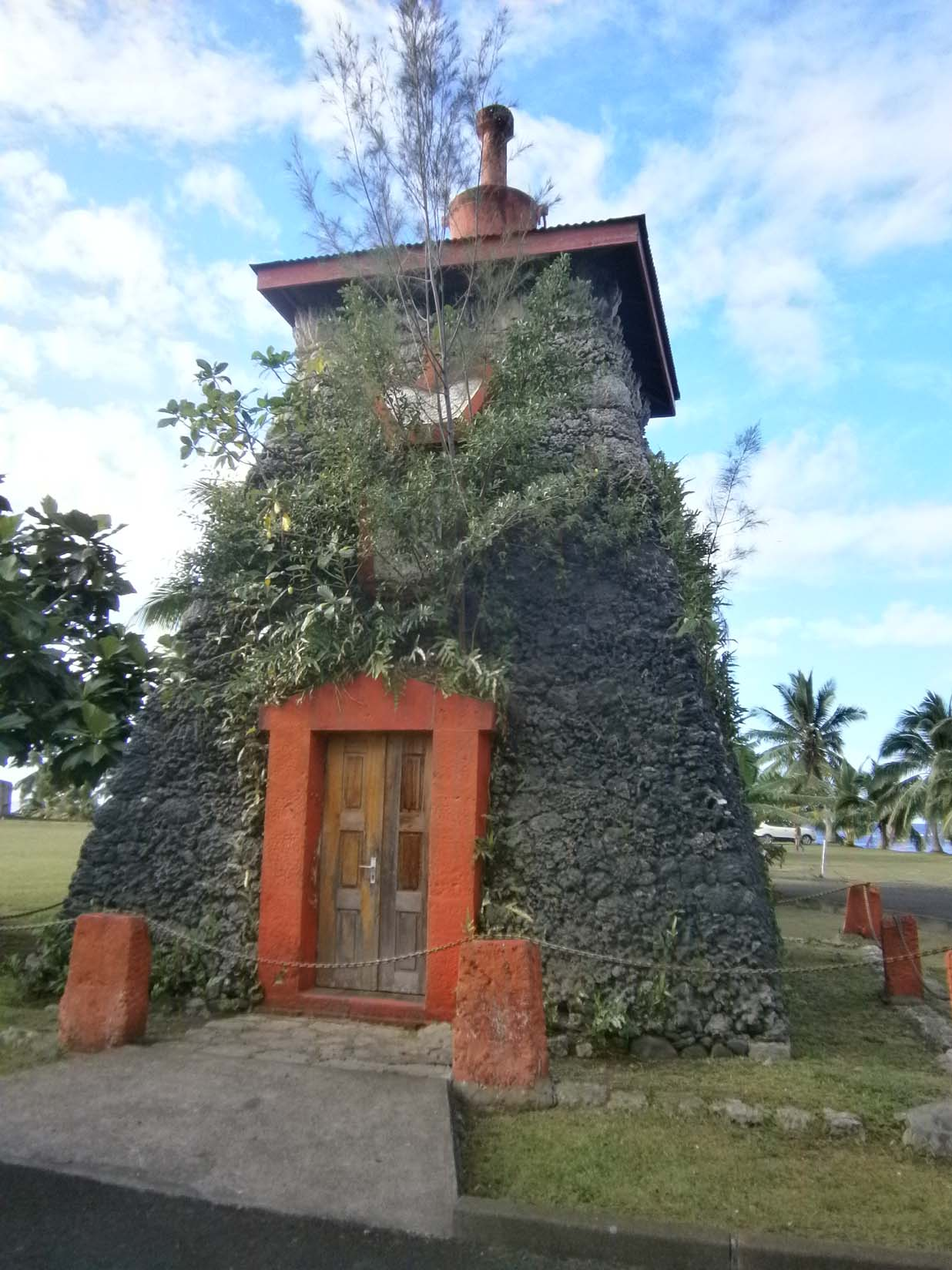
Tombeau du roi Pomare.

Arue est une ville accueillante et attachante qui a su séduire de grands personnages. Lieu de résidence de la lignée royale Pomare, elle cumule histoire et culture. De plus, sa situation géographique, privilégiée — face à l’entrée de la baie de Matavai — a fait de Arue une terre d’accueil pour les navigateurs et les missionnaires européens. Ce n’est donc pas un hasard si c’est à Arue que se sont arrêtés Henri Nott, James Norman Hall et Marlon Brando.

### Henri Nott, une mission: la Bible
Henri Nott, né en 1774, n’a que vingt-trois ans lorsqu’il débarque à Tahiti pour évangéliser les Polynésiens. Il mit dix-huit ans à traduire la Bible en tahitien dont l’arrivée est fêtée le 5 mars de chaque année. C’est lui qui convertit et baptisa le roi Pōmare II, en 1819, dans une immense chapelle protestante située à Arue. Il devient également le confident et le conseiller du fameux roi.
À sa mort, en 1844, Henri Nott fut inhumé près du lieu de sépulture des Pomare en plein cœur de Arue.

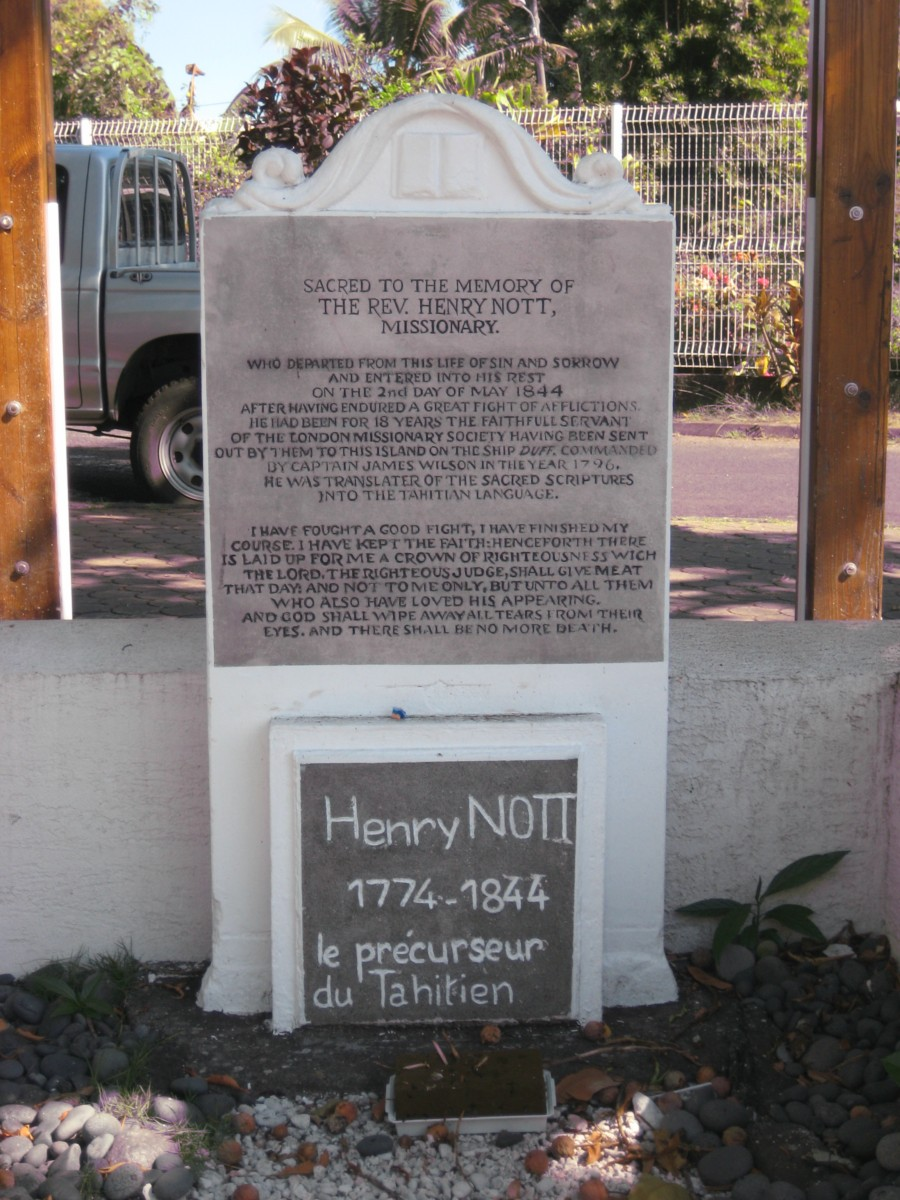
Tombe de Henry Nott.

### De James Norman Hall à Marlon Brando
Une des œuvres les plus célèbres de la littérature américaine est née à Arue, dans la maison où avait choisi de vivre James Norman Hall (1887-1951), coauteur de la fameuse « trilogie de la Bounty » avec Charles-Bernard Nordhoff (1887-1947).
Le faré où a vécu James Norman Hall est aujourd’hui devenu un musée. Cette jolie maison coloniale a été reconstruite à l’identique grâce au soutien de la ville, d'une subvention de l’État et à la collaboration étroite des proches descendants de James Norman Hall, qui ont notamment offert les livres originaux de la bibliothèque du célèbre écrivain. À la suite du décès de Nancy Rutgers-Hall, la fille de l’écrivain, en 2020, c’est sa nièce Kate Feist Hall qui poursuit le travail de mémoire.

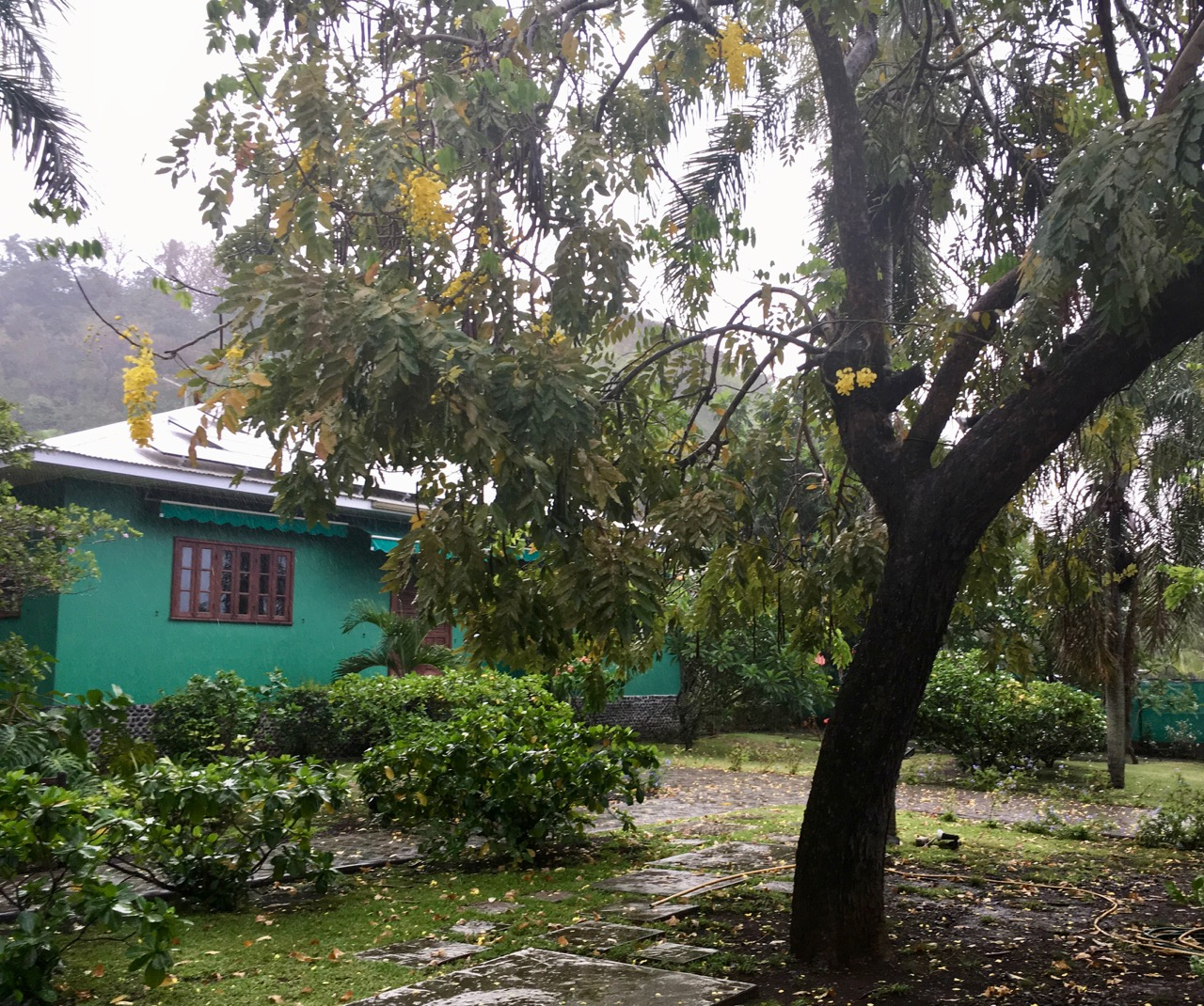
Jardin James Norman Hall
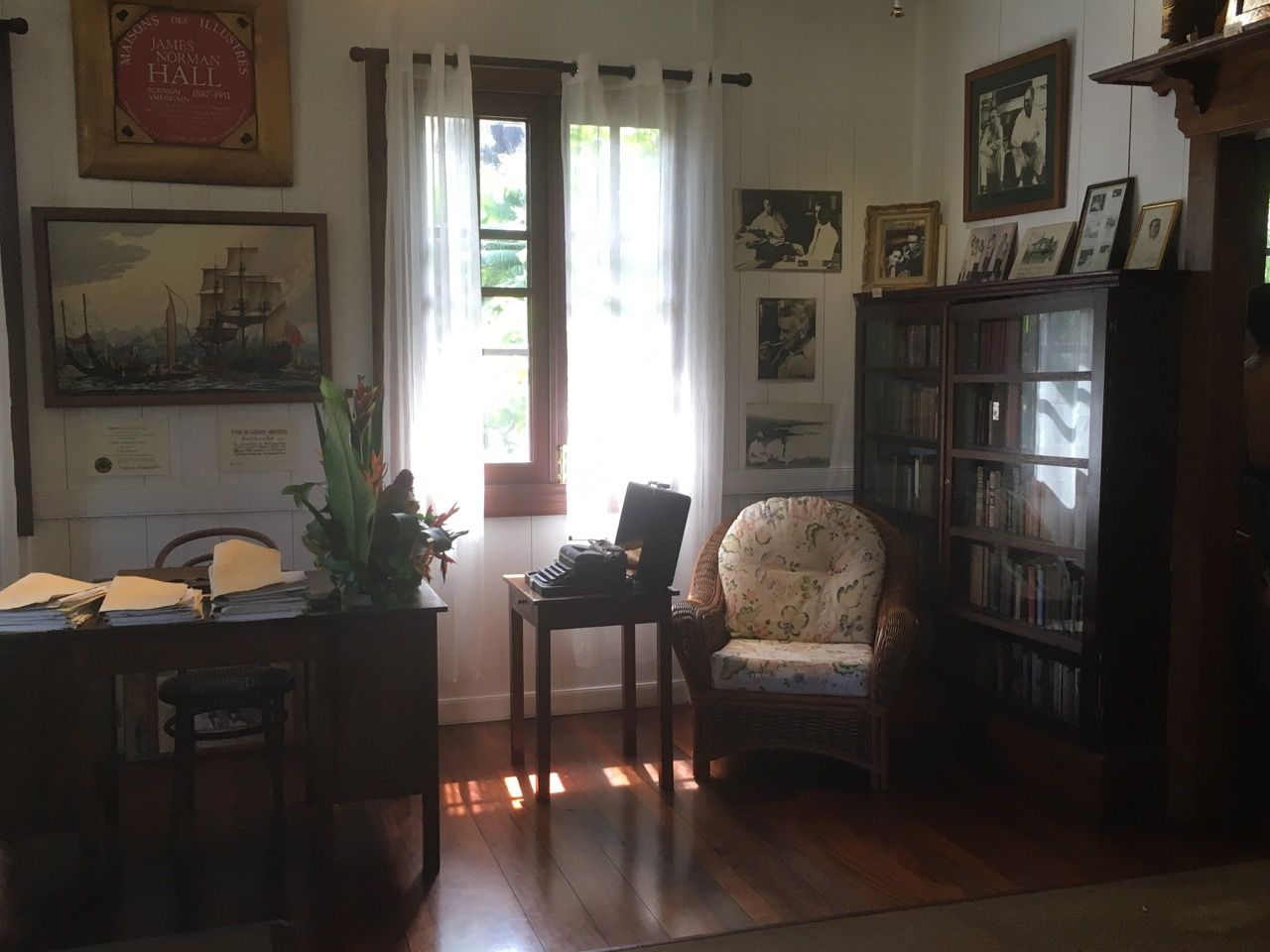
Bureau James Norman Hall
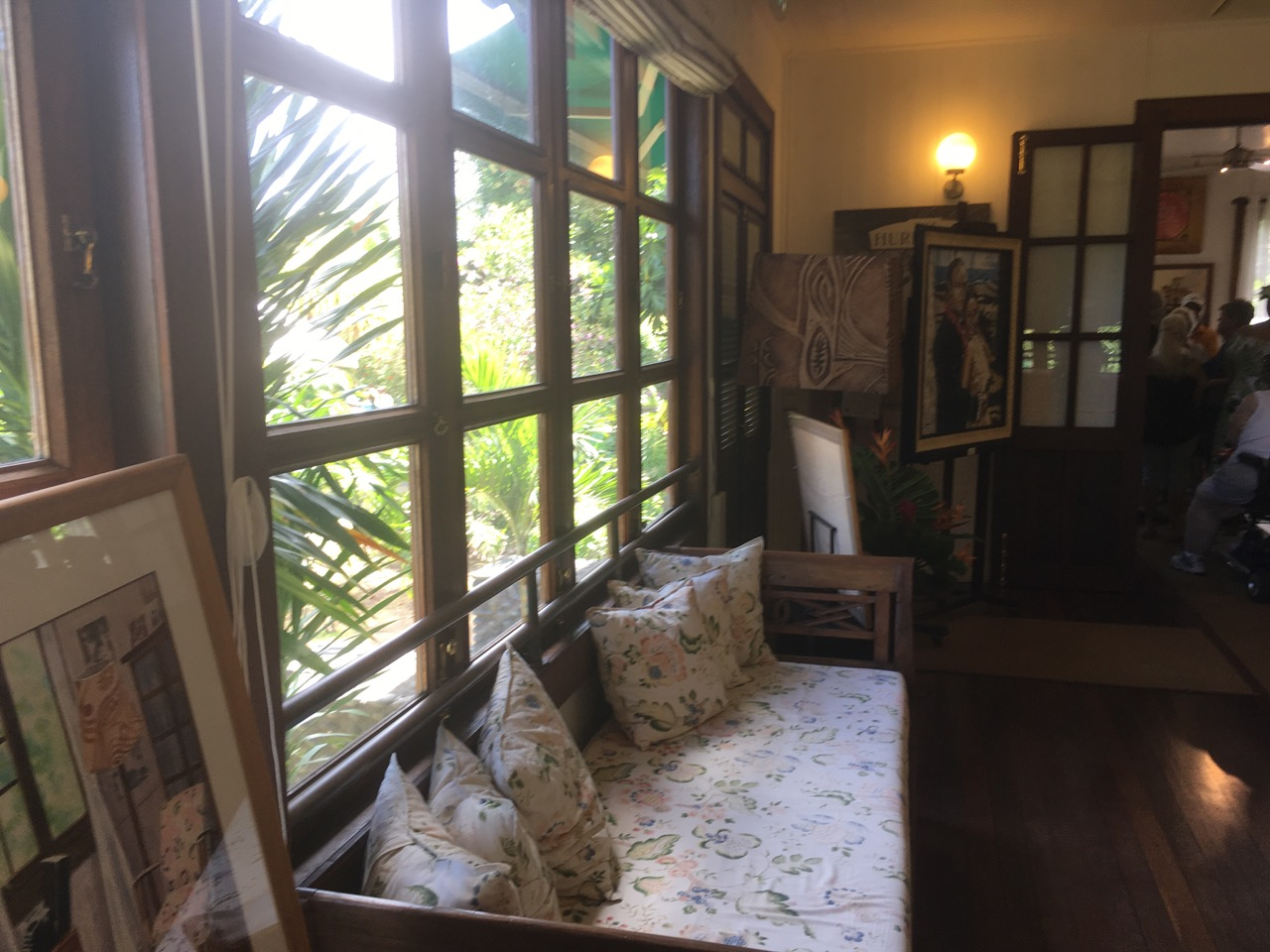
Véranda musée James Norman Hall
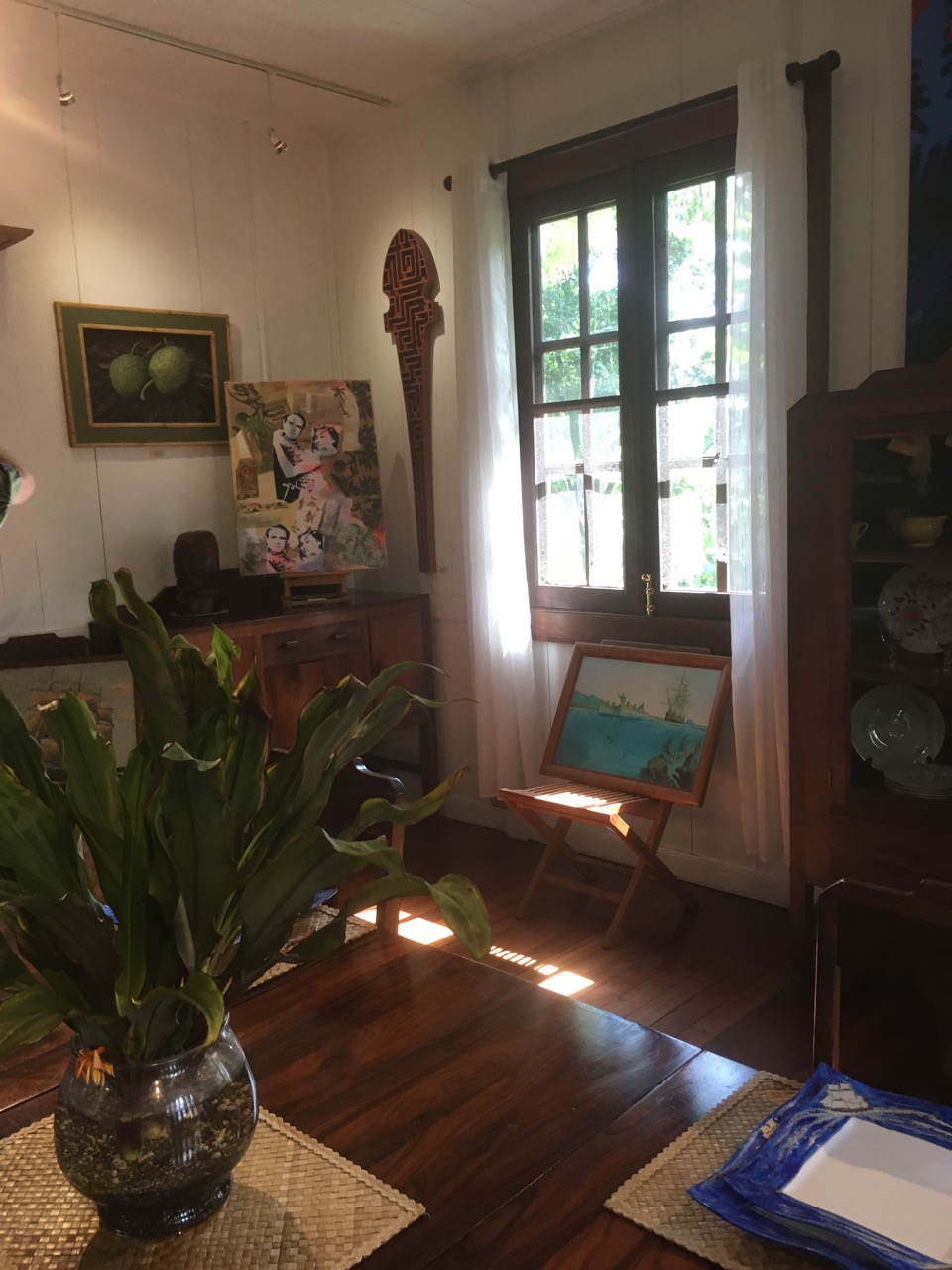
Salon musée James Norman Hall

L’histoire du Bounty et de ses mutins est encore attachée à Arue d’une manière plus contemporaine, puisque Marlon Brando, qui incarna Fletcher Christian à l'écran, a fait l’acquisition de l’atoll de Tetiaroa, au large de Arue, et directement rattaché à sa municipalité. Le lien entre Marlon Brando et la Polynésie est toujours resté fort, puisque l'acteur vécut une grande histoire d'amour avec Tarita, sa partenaire du film qui lui donnera deux enfants. Teihotu Brando, le fils de Marlon, vit toujours sur l'atoll. La famille polynésienne de Marlon, consciente que Tetiaroa constitue une réserve pour l'avifaune et un site rare en ces temps où l'écologie est devenue d'actualité, tente de développer un projet touristique résolument respectueux de l’environnement de l'atoll, voire promoteur d'une démarche écocitoyenne.

### L’arbre à pain du Commandant Bligh
En 1792, le commandant William Bligh, de la marine royale d’Angleterre, est revenu à Tahiti chercher des arbres à pain pour les implanter aux Antilles et développer à bon compte la base de la nourriture des esclaves… Cent quatre-vingt-dix-huit ans plus tard, un voilier, réplique du Bounty, a ramené des Antilles l'un de ces plants. Baptisé « uru » en tahitien, cet arbre à pain est, en effet, une pousse d’une qui est à l'origine de l'expédition du Bounty. Les plants avaient été, pour la plupart, prélevés dans le territoire même de Arue. Cet arbre est visible dans les jardins du Musée James Norman Hall. L'essentiel des arbres à pain qui poussent aux Antilles aujourd'hui provient donc de cette ville.

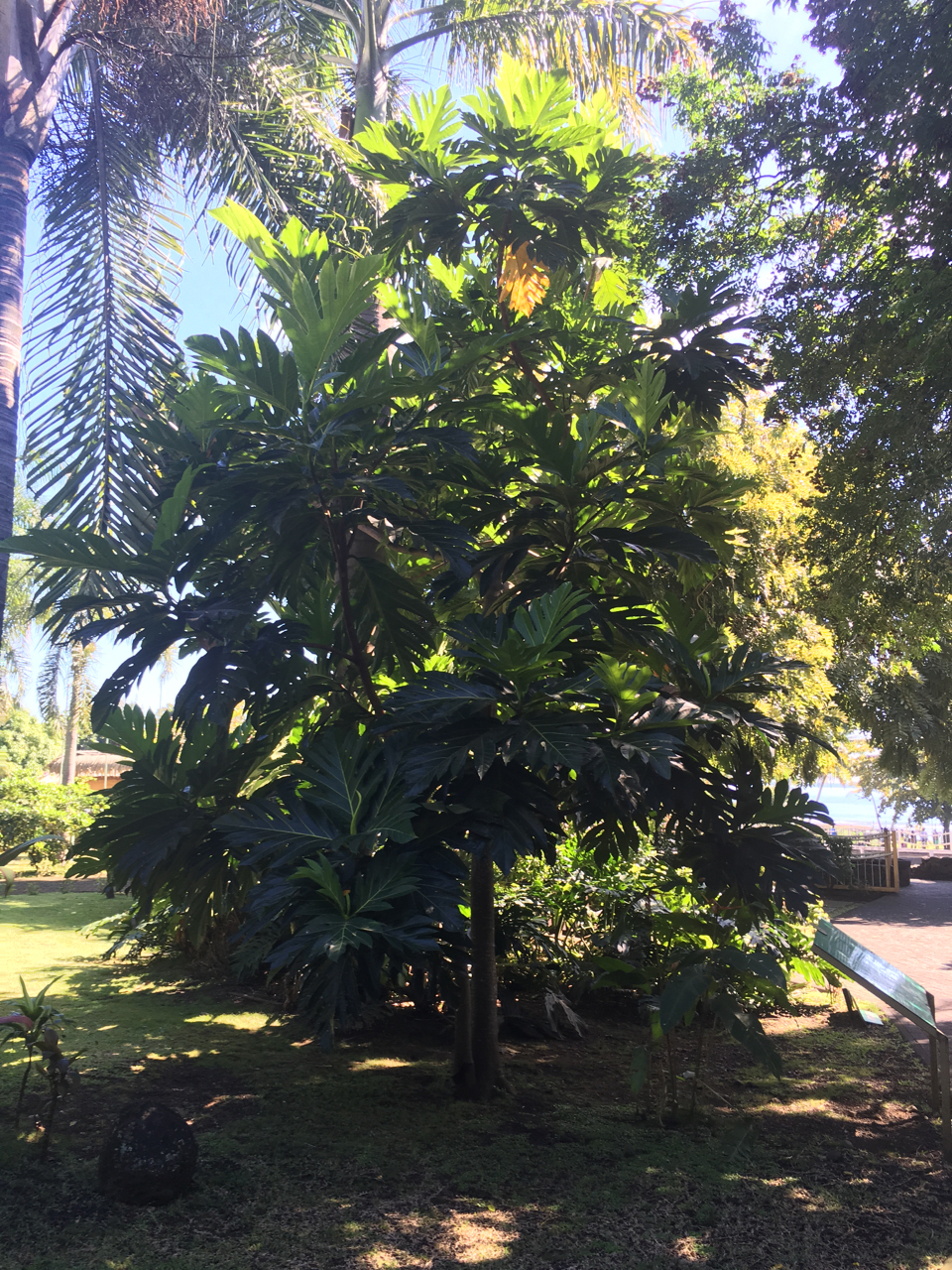
Arbre à pain du Commandant Bligh.

### Histoire de la Saintonge
Le bâtiment de la Saintonge n’a pas toujours abrité les bureaux de la mairie de Arue. Le domaine, construit en 1892, appartenait à un notable de Tahiti : Victor Raoulx qui décida de le vendre à son gendre, Hippolyte Malardé en 1905. Celui-ci le vend à son tour à une veuve, Magdeleine Merle de Brugière de Laveu-Coupet, résidente suisse qui vivra très peu dans le domaine. Elle finit par le mettre en location alors qu’il était dans état de délabrement avancé. Le consul d’Autriche, Marcel Krainer tomba amoureux du site qu'il occupa dès 1955. Cet intérêt pour la Saintonge ne perdant rien de son acuité après sept ans de location, il décida de l'acquérir. Le 11 octobre 1978, la ville de Arue – alors commune – racheta le domaine pour en faire l’hôtel de ville et conserver ce patrimoine architectural certain très apprécié des habitants de Arue et même de tout Tahiti.

## Les pétroglyphes
Gravés sur trois grandes pierres d'un mètre et demi de hauteur et espacées de trois mètres, les pétroglyphes de l'ancienne mairie de Arue — qui auparavant était l'ancienne école communale — se caractérisent par un sillon tracé en spirale. Ils n'ont pas encore à ce jour été décryptés.

## Politique et administration

### Liste des maires
| Période          | Période             | Identité            | Étiquette                                                    | Qualité                                                                                            |
| ---------------- | ------------------- | ------------------- | ------------------------------------------------------------ | -------------------------------------------------------------------------------------------------- |
| 1972             | 1989                | Jacques Teuira      | Tahoeraa huiraatira                                          | Président du gouvernement de la Polynésie française (1987)                                         |
| 1989             | 23 mai 2002 (décès) | Boris Léontieff     | Fetia Api                                                    | |
| 28 mars 2003     | juillet 2020        | Philip Schyle       | Fetia Api puis Tapura Huiraatira,                            | Professeur d'histoire-géographie                                                                   |
| 3 juillet 2020   | novembre 2021       | Teura Iriti         | Ex Tahoeraa (2003-2022) puis Tapura Huiraatira (depuis 2022) | |
| 19 novembre 2021 | 8 février 2022      | Délégation spéciale |                                                              | Présidée par Régis Delahais, avec Jean Silvestro comme vice-président et Moana Bodin comme membre. |
| 8 février 2022   | En cours            | Teura Iriti         | Ex Tahoeraa (2003-2022) puis Tapura Huiraatira (depuis 2022) | Réélue maire lors de l'élection municipale partielle du 30 janvier 2022.                           |

### Jumelages
- Mont-Dore (Nouvelle-Calédonie) depuis 2006

## Population et société

### Démographie
L'évolution du nombre d'habitants est connue à travers les recensements de la population effectués dans la commune depuis 1971. À partir de 2006, les populations légales des communes sont publiées annuellement par l'Insee, mais la loi relative à la démocratie de proximité du 27 février 2002 a, dans ses articles consacrés au recensement de la population, instauré des recensements de la population tous les cinq ans en Nouvelle-Calédonie, en Polynésie française, à Mayotte et dans les îles Wallis-et-Futuna, ce qui n’était pas le cas auparavant. Pour la commune, le premier recensement exhaustif entrant dans le cadre du nouveau dispositif a été réalisé en 2002, les précédents recensements ont eu lieu en 1996, 1988, 1983, 1977 et 1971.
En 2017, la commune comptait 9 458 habitants, en augmentation de 7,4 % par rapport à 2012
| 1971  | 1977  | 1983  | 1988  | 1996  | 2002  | 2007  | 2012  | 2017   |
| ----- | ----- | ----- | ----- | ----- | ----- | ----- | ----- | ------ |
| 5 534 | 5 911 | 6 747 | 7 732 | 8 899 | 9 322 | 9 458 | 9 537 | 10 243 |

| 2022   | - | - | - | - | - | - | - | - |
| ------ | - | - | - | - | - | - | - | - |
| 10 322 | - | - | - | - | - | - | - | - |

### Enseignement
- Lycée Samuel-Raapoto, lycée privé protestant.

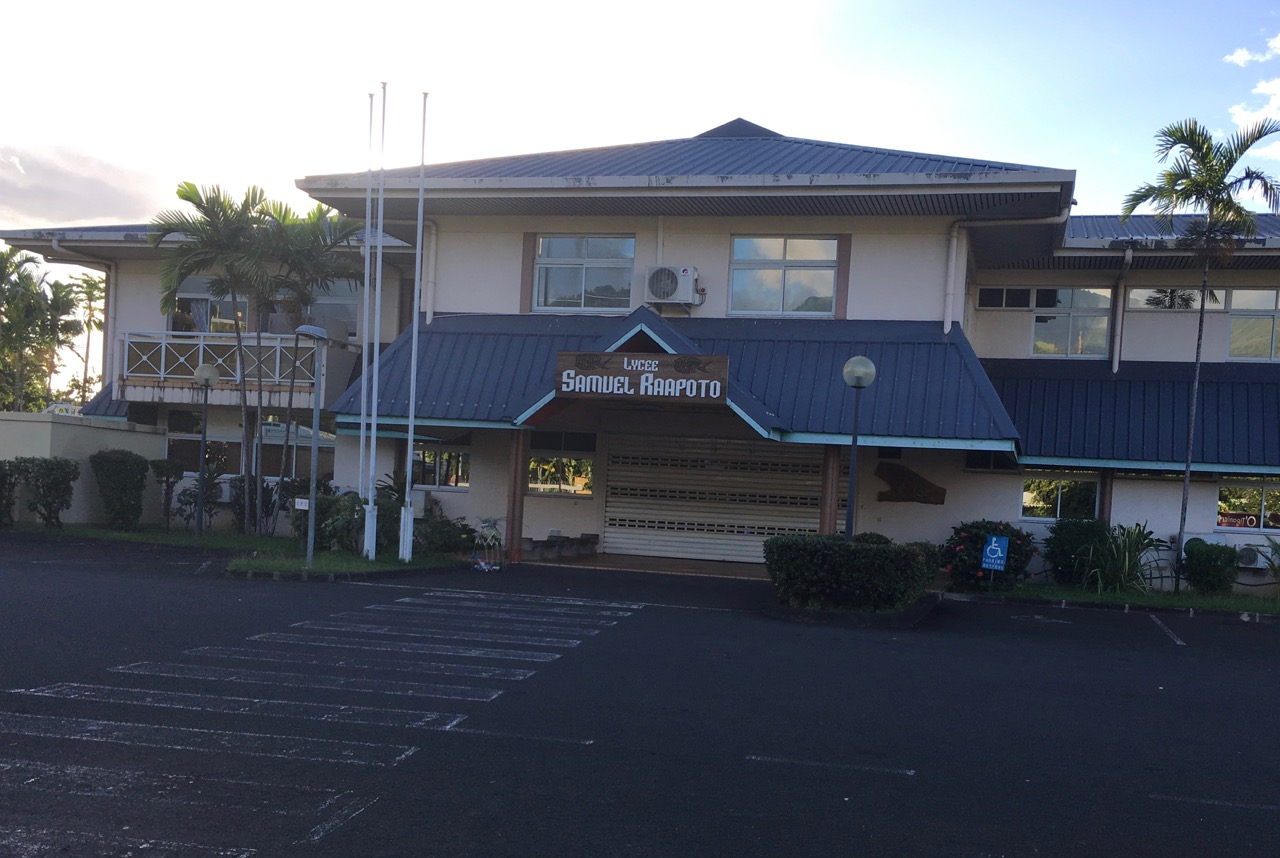
Lycée Samuel-Raapoto.

Le lycée Samuel-Raapoto a été édifié sur la terre « Deane » du domaine « Marcillac » qui a été acquise en 1972 par l’Église évangélique de Polynésie française (actuellement Église protestante maohi).  Le nom de Samuel Raapoto (1921-1976) a été donné au lycée en l’honneur du premier président de l’Église évangélique et initiateur du projet en 1972. La première pierre de l’établissement a été posée le 12 février 1998 sous la conduite du pasteur Jacques Ihorai, en présence de nombreuses personnalités civiles et religieuses. Les travaux n’ont cependant véritablement commencé que le 1er octobre 1998. Le bâtiment D, dédié aux sections professionnelles, fut le premier ouvert aux élèves le 23 août 1999 avec 170 élèves et 7 divisions. La première rentrée complète s’est déroulée le mercredi 23 août 2000 en présence de 560 élèves, 60 enseignants et 18 membres du personnel non-enseignant, avec 23 divisions.

## Économie
La ville de Arue est l'une des plus dynamiques du territoire. Elle abrite près de cinq cents entreprises, dont certaines sont de gros employeurs, comme Carrefour, la Brasserie de Tahiti ou encore l'usine d'embouteillage Eau Royale. Depuis quelques mois, la commune est en train de préparer la reconversion, partielle, d'un site militaire, le RIMAP-P, afin d'en faire une zone économique dynamique, contenant une pépinière d'entreprises et autres projets innovant. En cela, elle sera la première commune d'outre-mer à réaliser un tel projet.

## Culture locale et patrimoine

### Lieux de culte
- Église du Sacré-Cœur d'Arue.
- Chapelle Saint-Louis des Armées d'Arue.

### Lieux et monuments
Avec son histoire chargée, Arue offre au visiteur de nombreux sites à visiter. Ainsi, le tombeau du roi Pomare V, dernier roi de Tahiti, à la pointe Outouaiai, le point de vue du Tahara'a, les sources Vainahiti et Vai'uramata, le marae Tuatahi, la vallée de la Pipine, le cimetière chinois ou celui de la famille royale Pomare. L'arbre à pain du commandant Bligh donne toujours autant de fruits et le musée James Norman Hall retrace fidèlement la vie de ce célèbre écrivain.
La mairie elle-même, la Saintonge, l'une des plus vieilles maisons de Polynésie Française, montre le faste d'antan avec ses colonnades blanches.
Le bassin du Roi et Tetiaroa sont aussi à compter dans les sites importants de la ville de Arue.

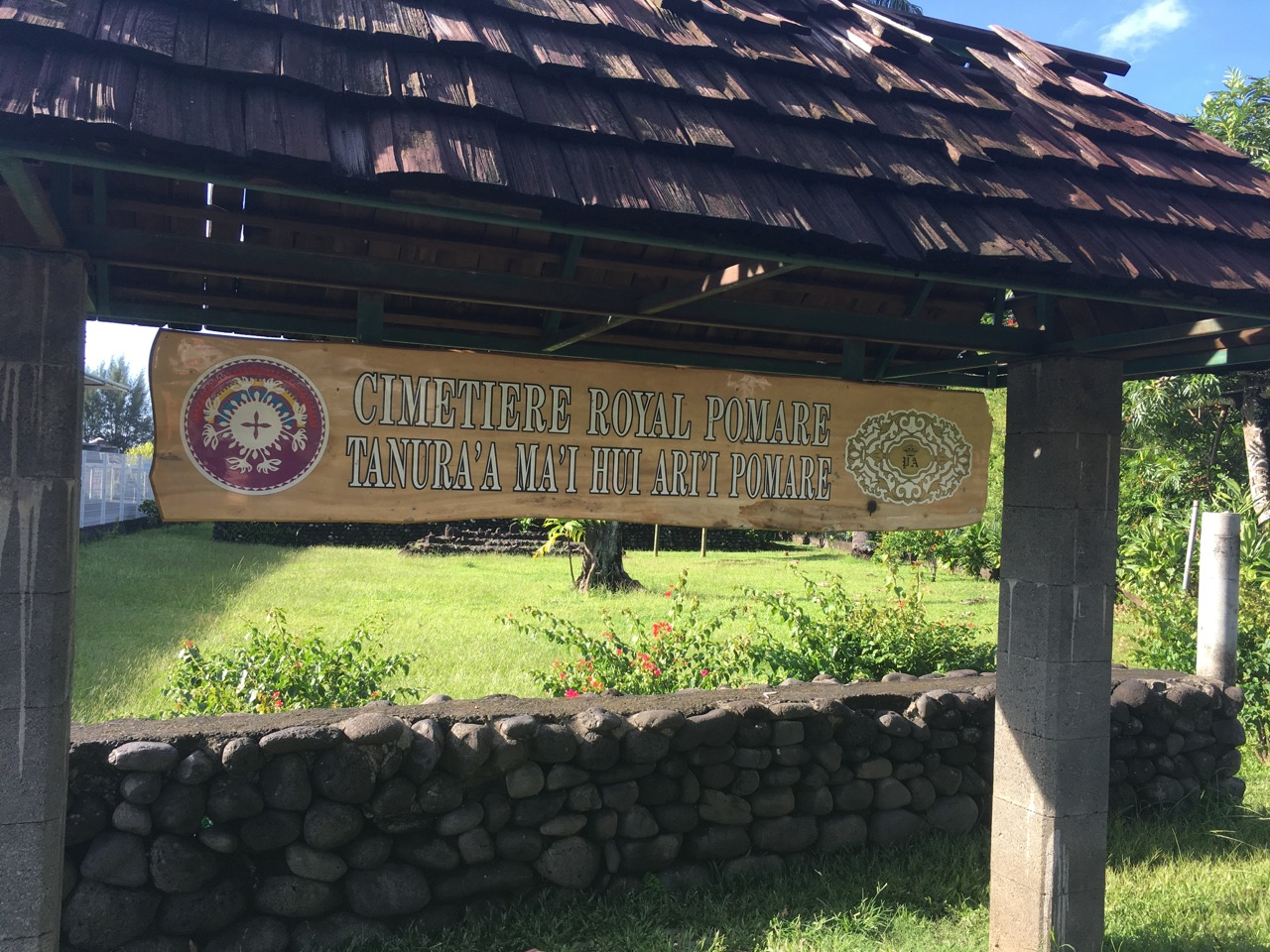
Cimetière royal Pomare
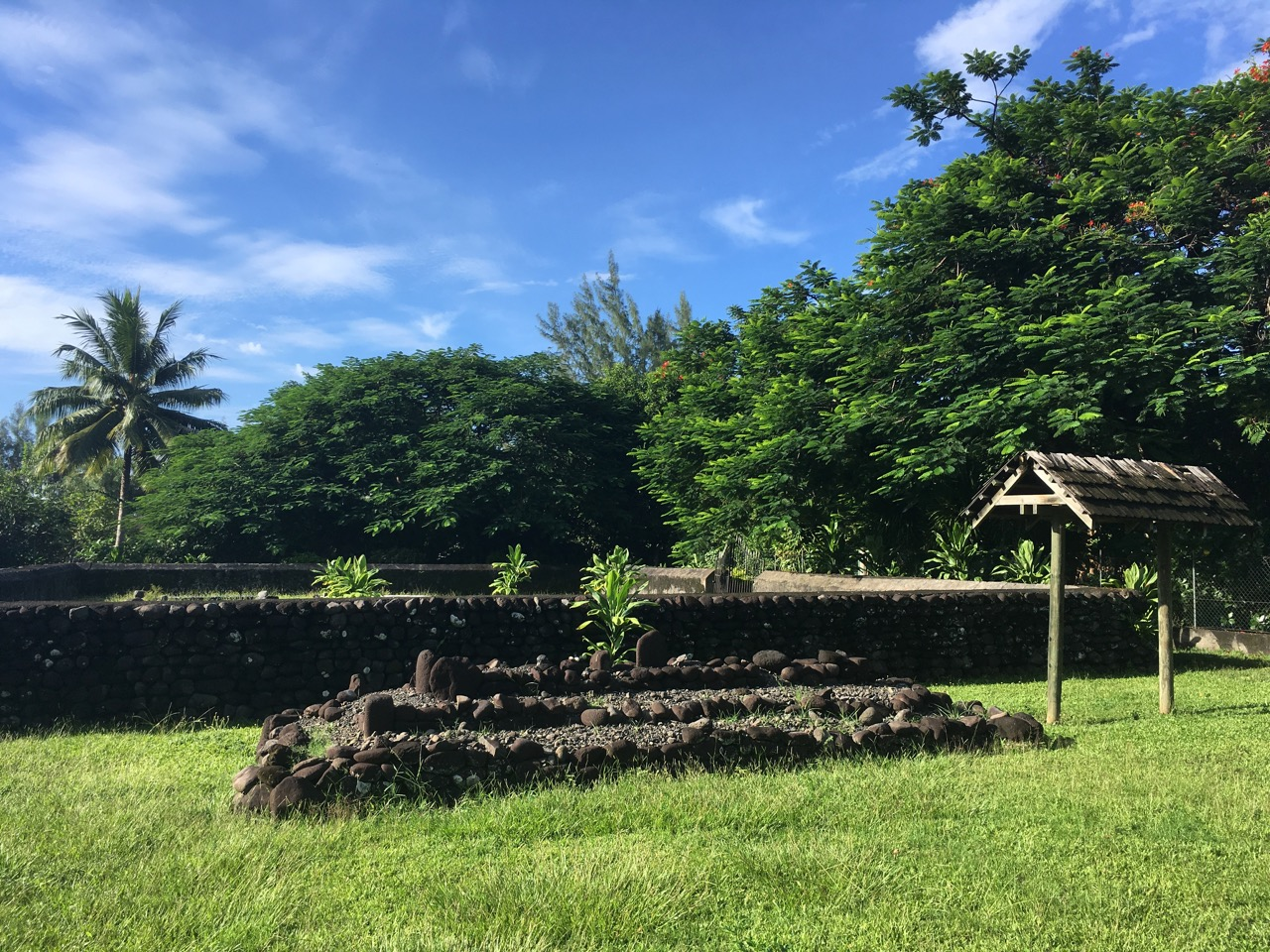
Cimetière famille royale Pomare
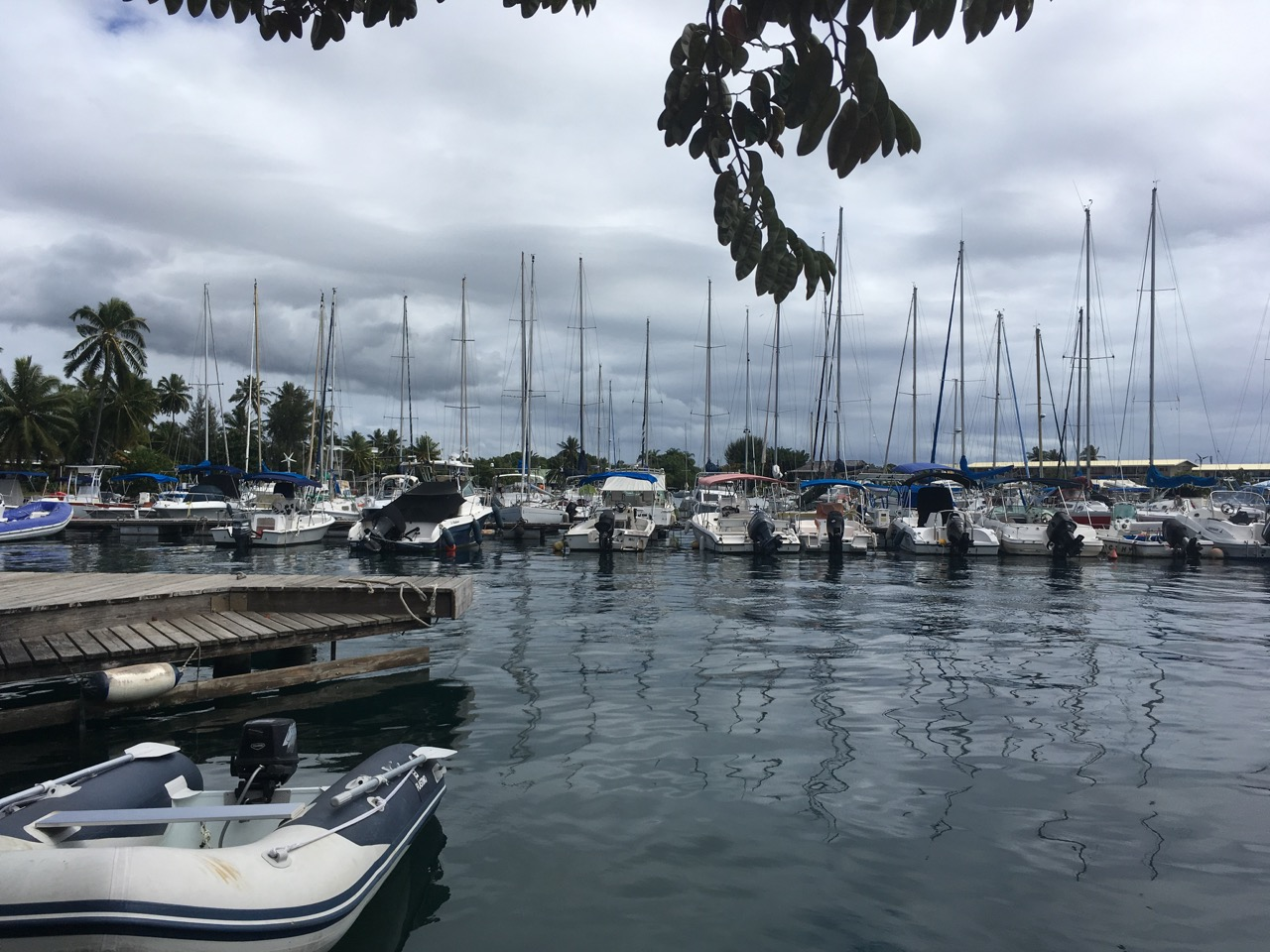
Yacht club de Arue
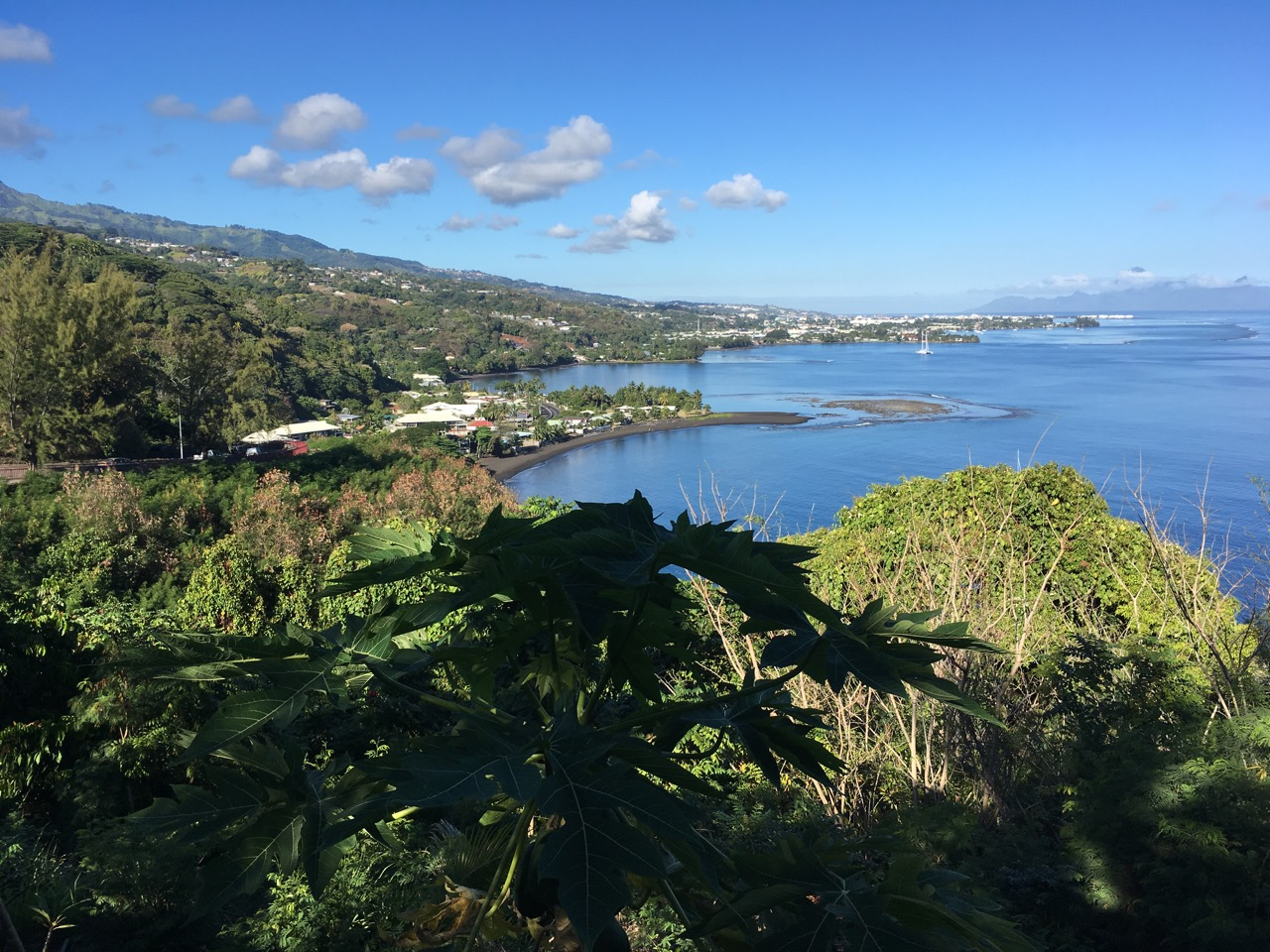
Point de vue du Tahara'a
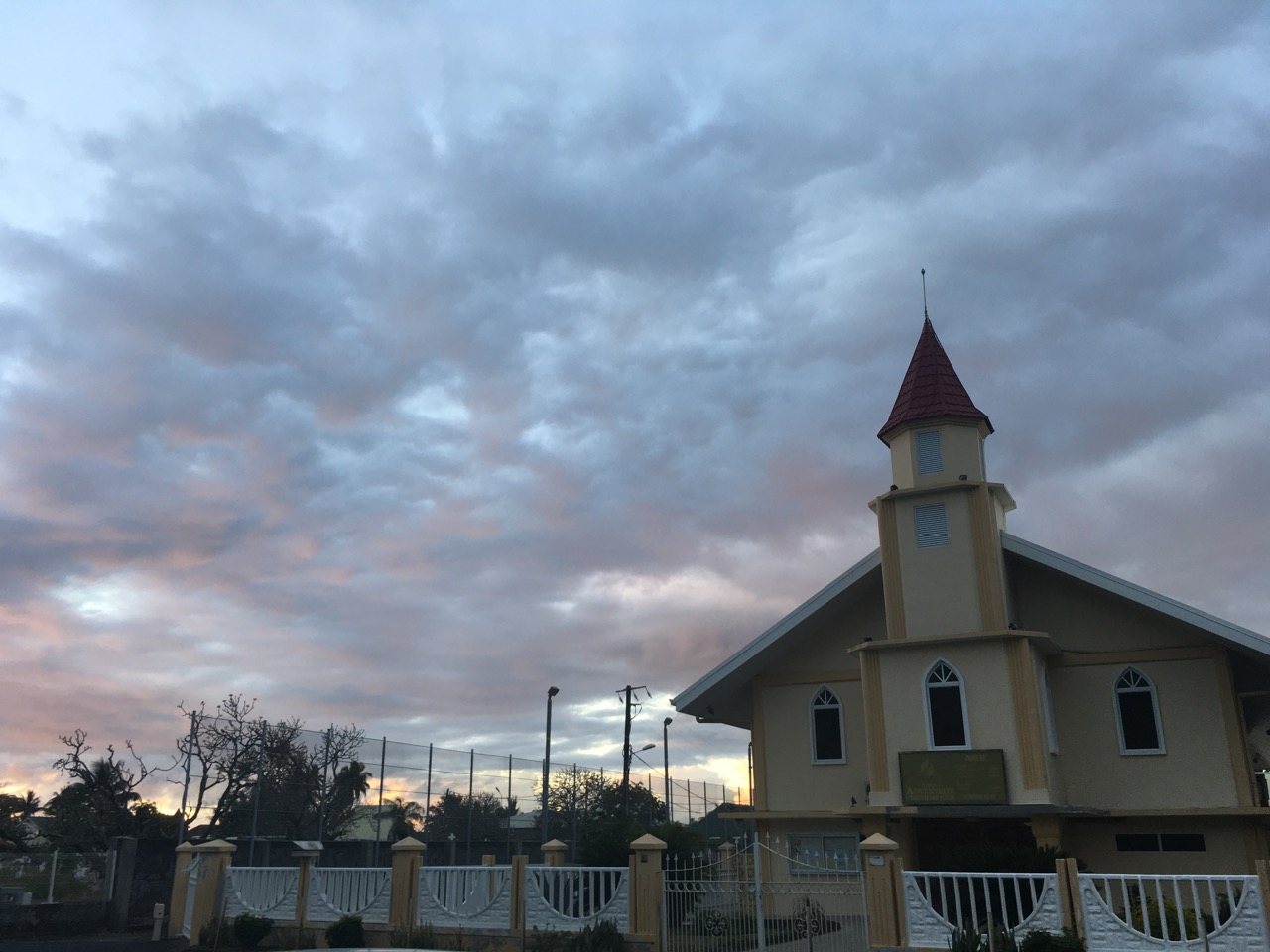
Temple adventiste de Arue
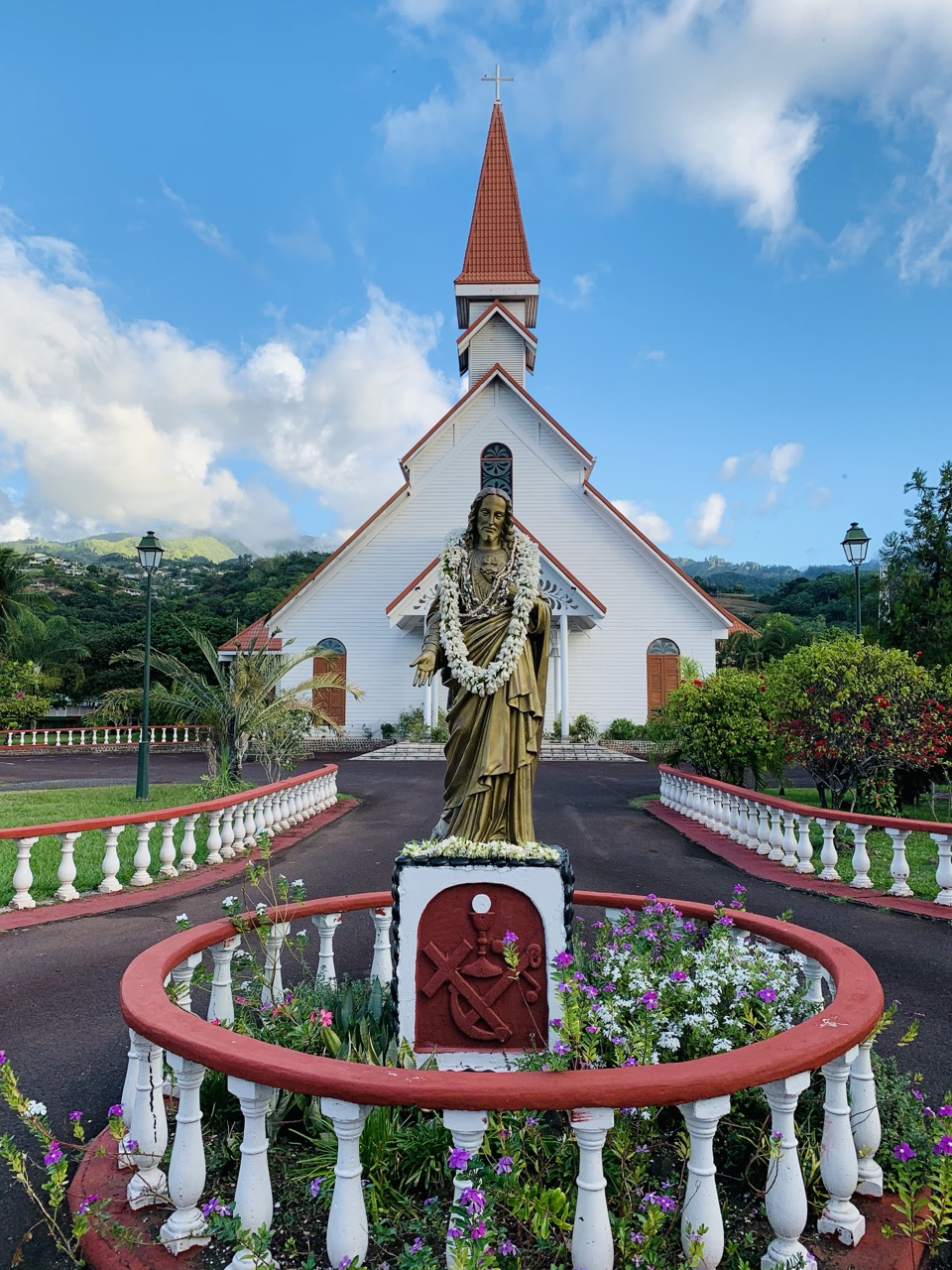
Eglise du Sacré-Coeur de Arue
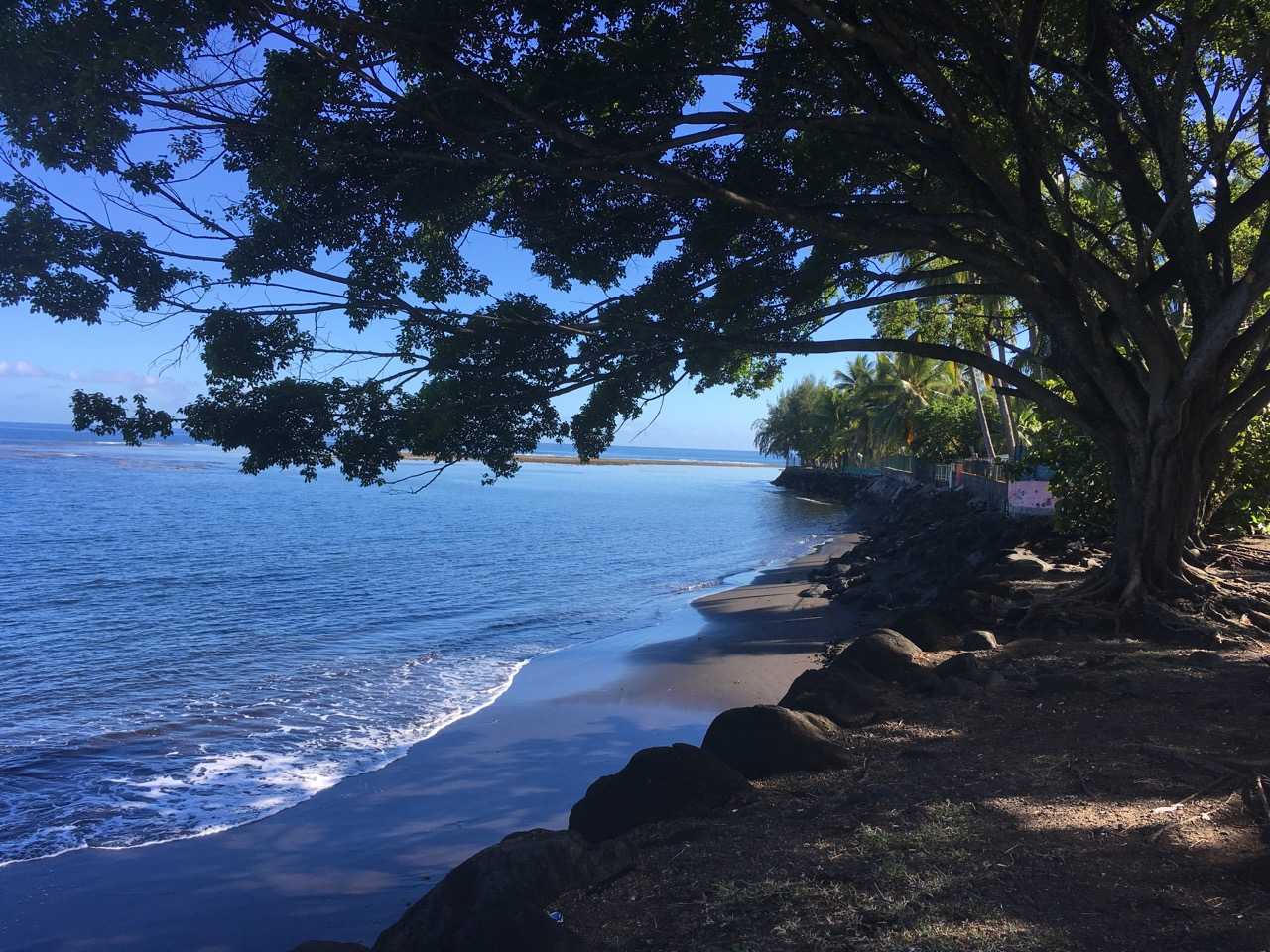
Plage Lafayette
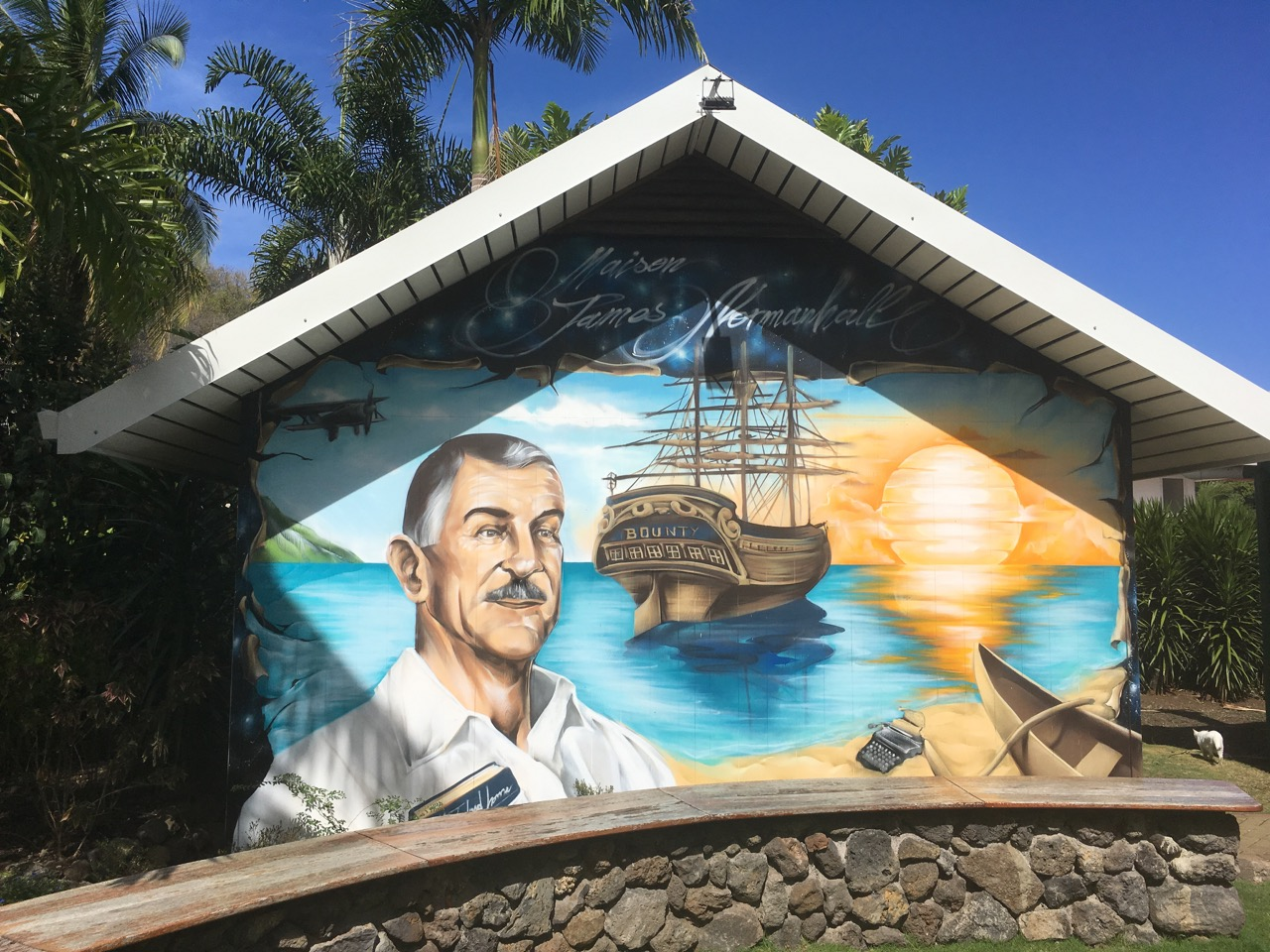
Fresque musée James Norman Hall
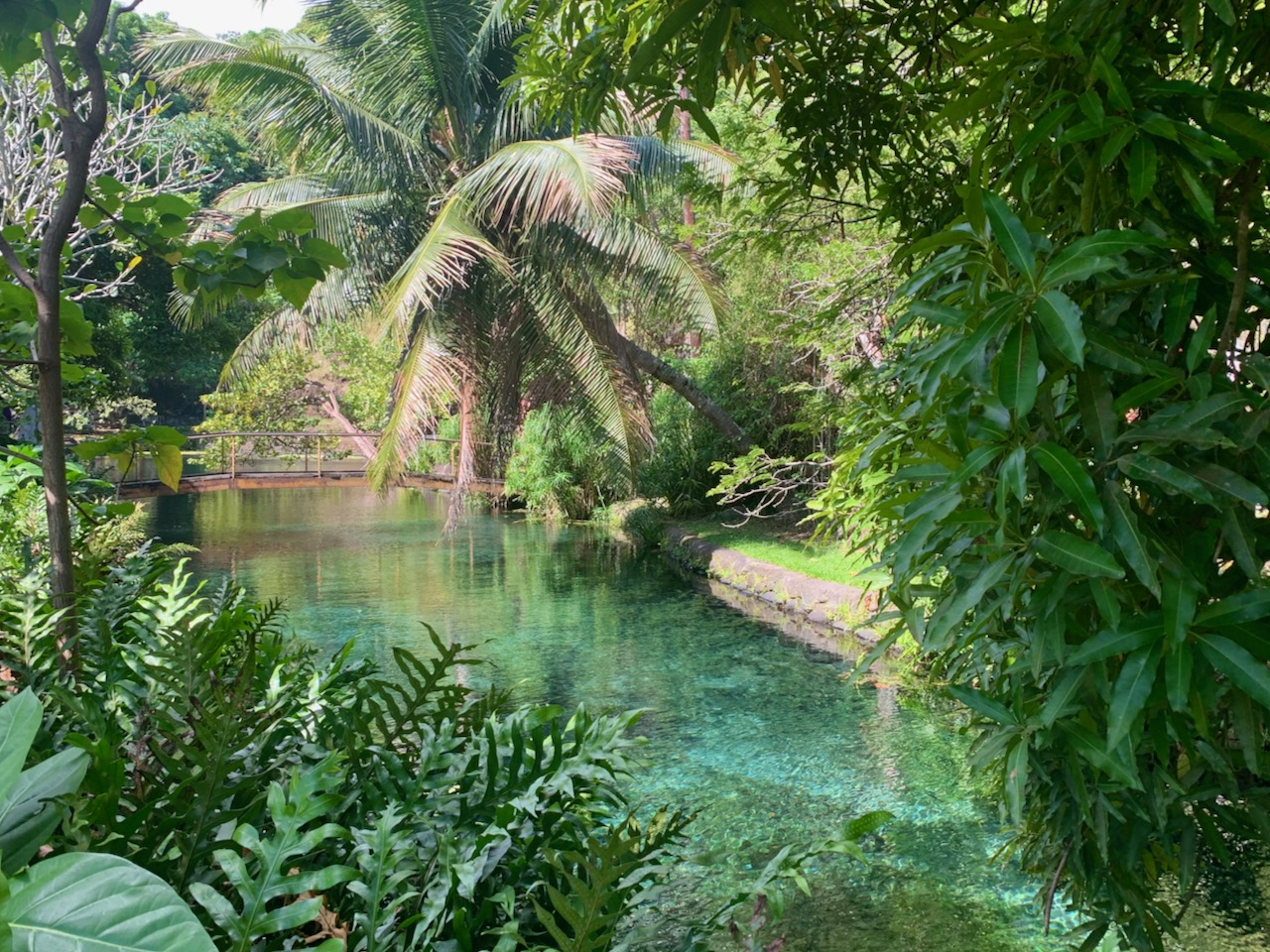
bassin du Roi

### Personnalités liées à la commune
- Henry Nott (1774-1844), missionnaire anglais.
- James Norman Hall (1887-1951), écrivain américain.